# میشائل کتس (تهیه‌کننده)
میشائل کتس (آلمانی: Michael Katz؛ زادهٔ ۲۸ فوریه ۱۹۵۴) تهیه‌کننده فیلم اهل اتریش است.

## گزیده فیلم‌شناسی
- ویدئوی بنی (۱۹۹۲)
- معلم پیانو (۲۰۰۱)
- زمانه گرگ (۲۰۰۳)
- پنهان (۲۰۰۵)
- برای یک لحظه آزادی (۲۰۰۸)، مدیر اجرایی تولید
- روبان سفید (۲۰۰۹)
- عشق (۲۰۱۲)